# Czechosłowacki koń gorącokrwisty
Czechosłowacki koń gorącokrwisty – rasa koni wyhodowanych w krajach byłej Czechosłowacji, powstała w latach 60. XX wieku na skutek zmiany kierunku hodowli, nakierowanej odtąd na wydajne konie średnej miary o wszechstronnej użytkowości. 
Na terenie dawnej Czechosłowacji hodowano liczne rasy koni od setek lat. Hodowla czechosłowackich koni gorącokrwistych opiera się na koniach niemieckich oraz na starszych zasłużonych rasach, jak furioso i gidran, a także koniach pełnej krwi angielskiej. W zależności od przeznaczenia i kierunku hodowli, konie te mieszczą się w typie od konia lekkiego i szlachetnego do masywnego konia zaprzęgowego. 